# Павловка (Баєвський район)
Па́вловка (рос. Павловка) — село у складі Баєвського району Алтайського краю, Росія. Входить до складу Нижньочуманської сільської ради.

## Населення
Населення — 90 осіб (2010; 154 у 2002).
Національний склад (станом на 2002 рік):
- росіяни — 89 %